# Mário Fernandes
Mário Figueira Fernandes, noto semplicemente come Mário Fernandes (in russo Марио Фигейра Фернандес?; São Caetano do Sul, 19 settembre 1990), è un calciatore brasiliano naturalizzato russo, difensore svincolato.

## Biografia
Ha un fratello, Jô, anch'egli ex calciatore.

## Caratteristiche tecniche
Mário Fernandes è un terzino destro alto (il suo ruolo ideale è quello di un esterno di centrocampo in un classico 3-5-2) con buone capacità aeree ed in grado di lanciare passaggi in profondità. La sua velocità gli permette spesso di arrivare sul fondo per pennellare assist millimetrici per il rispettivo attaccante.

## Carriera

### Club
Mário cresce nel São Caetano, e a inizio 2009 viene acquistato dal Grêmio e, grazie al buon rendimento in campo, viene definito "il nuovo Lúcio". In seguito al trasferimento alla squadra di Porto Alegre, si rende irrintracciabile per una settimana. Nel quarto giorno di fuga, viene ripreso da una telecamera di servizio a Florianópolis, dove viene ritrovato tre giorni dopo. Nel Grêmio ha debuttato contro lo Sport Club do Recife.
Il 4 maggio 2012 viene ingaggiato dal CSKA Mosca in cambio di 15 milioni di euro. Durante la stagione 2013-2014 subisce un infortunio al ginocchio, che lo tiene ai margini della squadra nei primi quattro mesi della stagione. Con il club moscovita vince, in un decennio, 4 campionati, una coppa nazionale e due supercoppe nazionali.
Il 15 maggio 2022, il calciatore russo annuncia la sua rescissione del contratto con il CSKA Mosca, ed il conseguente ritiro dal calcio giocato.
Il 13 dicembre 2022, deciderà di riprendere le attività calcistiche e sarà acquistato in prestito annuale dall'Internacional.

### Nazionale

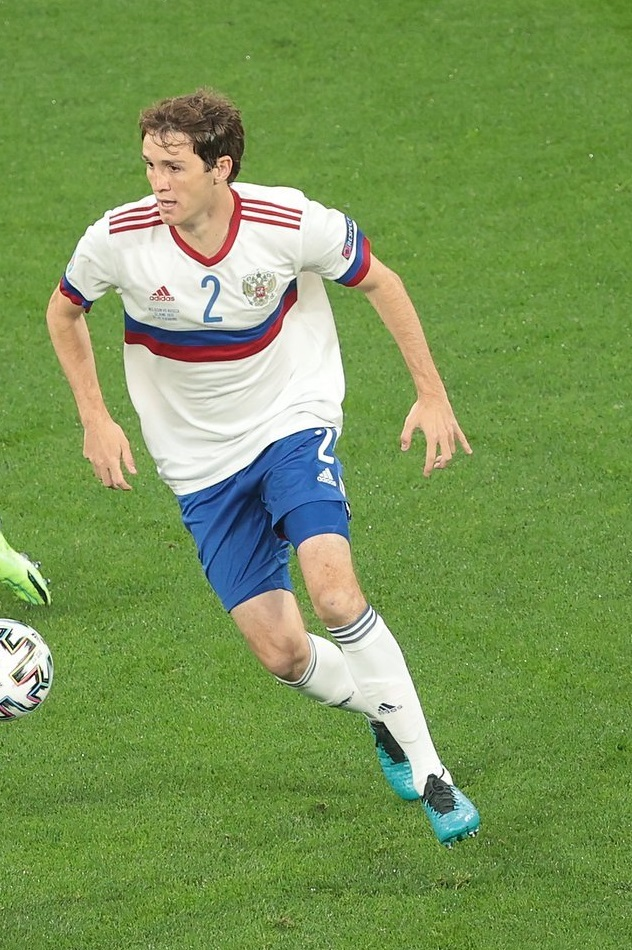
Fernandes in azione con la Russia al

Nel 2009 viene convocato dall'Under-20 brasiliana, senza esordire. Il 26 settembre 2011 rifiuta la convocazione della nazionale maggiore brasiliana per il Superclásico de las Américas. Debutta con i verdeoro il 14 ottobre 2014, nell'amichevole vinta dai sudamericani per 4-0 contro il Giappone a Singapore. Il 13 luglio 2016 acquisisce la cittadinanza russa, per poi debuttare con la nazionale maggiore russa il 7 ottobre 2017, nell'amichevole vinta per 4-2 contro la Corea del Sud.
Pur avendo già giocato con la nazionale brasiliana, accetta la convocazione della nazionale russa in vista del campionato mondiale del 2018, durante il quale scende in campo in tutte le partite giocata dalla nazionale di casa. Proprio nella rassegna segna il suo primo gol in nazionale, il 7 luglio nel quarto di finale contro la Croazia. La partita termina ai rigori, nei quali Fernandes sbaglia il terzo tentativo di trasformazione della compagine di casa; il suo errore si rivelerà decisivo, visto che a spuntarla dal dischetto sono i croati, qualificandosi così per le semifinali.
Dopo avere disputato, nel 2021, il campionato europeo del 2020 (in cui i russi sono eliminati ai gironi), il 13 settembre 2021 annuncia il proprio ritiro dalla nazionale.

## Statistiche

### Presenze e reti nei club
Statistiche aggiornate al 23 luglio 2024.
| Stagione          | Squadra               | Campionato        | Campionato | Campionato | Coppe nazionali | Coppe nazionali | Coppe nazionali | Coppe continentali | Coppe continentali | Coppe continentali | Altre coppe | Altre coppe | Altre coppe | Totale | Totale |
| Stagione          | Squadra               | Comp              | Pres       | Reti       | Comp            | Pres            | Reti            | Comp               | Pres               | Reti               | Comp        | Pres        | Reti        | Pres   | Reti   |
| ----------------- | --------------------- | ----------------- | ---------- | ---------- | --------------- | --------------- | --------------- | ------------------ | ------------------ | ------------------ | ----------- | ----------- | ----------- | ------ | ------ |
| 2009              | Grêmio                | PD/RS+A           | 0+19       | 0          | -               | -               | -               | CL                 | 0                  | 0                  | -           | -           | -           | 19     | 0      |
| 2010              | Grêmio                | PD/RS+A           | 16+2       | 1+0        | CB              | 7               | 0               | CS                 | 0                  | 0                  | -           | -           | -           | 25     | 1      |
| 2011              | Grêmio                | PD/RS+A           | 12+33      | 1+1        | -               | -               | -               | CL                 | 3                  | 0                  | -           | -           | -           | 48     | 1      |
| 2012              | Grêmio                | PD/RS+A           | 5+0        | 0          | CB              | 0               | 0               | CS                 | 0                  | 0                  | -           | -           | -           | 5      | 0      |
| Totale Grêmio     | Totale Grêmio         | Totale Grêmio     | 33+54      | 2+1        |                 | 7               | 0               |                    | 3                  | 0                  |             | -           | -           | 97     | 3      |
| 2012-2013         | CSKA Mosca            | PL                | 28         | 0          | KR              | 3               | 0               | UEL                | 2                  | 0                  | -           | -           | -           | 33     | 0      |
| 2013-2014         | CSKA Mosca            | PL                | 12         | 0          | KR              | 3               | 1               | UCL                | 0                  | 0                  | SR          | 0           | 0           | 15     | 1      |
| 2014-2015         | CSKA Mosca            | PL                | 29         | 0          | KR              | 3               | 0               | UCL                | 6                  | 0                  | SR          | 1           | 0           | 39     | 0      |
| 2015-2016         | CSKA Mosca            | PL                | 17         | 1          | KR              | 3               | 0               | UCL                | 9                  | 0                  | -           | -           | -           | 29     | 1      |
| 2016-2017         | CSKA Mosca            | PL                | 30         | 0          | KR              | 0               | 0               | UCL                | 5                  | 0                  | SR          | 1           | 0           | 36     | 0      |
| 2017-2018         | CSKA Mosca            | PL                | 25         | 0          | KR              | 0               | 0               | UCL+UEL            | 10+2               | 0+0                | -           | -           | -           | 37     | 0      |
| 2018-2019         | CSKA Mosca            | PL                | 28         | 1          | KR              | 0               | 0               | UCL                | 6                  | 0                  | SR          | 1           | 0           | 35     | 1      |
| 2019-2020         | CSKA Mosca            | PL                | 29         | 3          | KR              | 1               | 0               | UEL                | 6                  | 0                  | -           | -           | -           | 36     | 3      |
| 2020-2021         | CSKA Mosca            | PL                | 23         | 1          | KR              | 2               | 1               | UEL                | 2                  | 0                  | -           | -           | -           | 27     | 2      |
| 2021-2022         | CSKA Mosca            | PL                | 28         | 3          | KR              | 2               | 0               | -                  | -                  | -                  | -           | -           | -           | 30     | 3      |
| Totale CSKA Mosca | Totale CSKA Mosca     | Totale CSKA Mosca | 249        | 9          |                 | 17              | 2               |                    | 48                 | 0                  |             | 3           | 0           | 317    | 9      |
| gen.- giu.2023    | Internacional         | RS                | 5          | 0          | -               | -               | -               | CL                 | 0                  | 0                  | -           | -           | -           | 5      | 0      |
| 2023-2024         | Zenit San Pietroburgo | PL                | 12         | 0          | KR              | 6               | 0               | -                  | -                  | -                  | -           | -           | -           | 18     | 0      |
| Totale carriera   | Totale carriera       | Totale carriera   | 353        | 12         |                 | 30              | 2               |                    | 51                 | 0                  |             | 3           | 0           | 437    | 14     |

### Cronologia presenze e reti in nazionale

#### Brasile
| Cronologia completa delle presenze e delle reti in nazionale ― Brasile | Cronologia completa delle presenze e delle reti in nazionale ― Brasile | Cronologia completa delle presenze e delle reti in nazionale ― Brasile | Cronologia completa delle presenze e delle reti in nazionale ― Brasile | Cronologia completa delle presenze e delle reti in nazionale ― Brasile | Cronologia completa delle presenze e delle reti in nazionale ― Brasile | Cronologia completa delle presenze e delle reti in nazionale ― Brasile | Cronologia completa delle presenze e delle reti in nazionale ― Brasile |
| Data                                                                   | Città                                                                  | In casa                                                                | Risultato                                                              | Ospiti                                                                 | Competizione                                                           | Reti                                                                   | Note                                                                   |
| ---------------------------------------------------------------------- | ---------------------------------------------------------------------- | ---------------------------------------------------------------------- | ---------------------------------------------------------------------- | ---------------------------------------------------------------------- | ---------------------------------------------------------------------- | ---------------------------------------------------------------------- | ---------------------------------------------------------------------- |
| 14-10-2014                                                             | Singapore                                                              | Brasile                                                                | 4 – 0                                                                  | Giappone                                                               | Amichevole                                                             | -                                                                      | 46’                                                                    |
| Totale                                                                 |                                                                        | Presenze                                                               | 1                                                                      |                                                                        | Reti                                                                   | 0                                                                      |                                                                        |

#### Russia
| Cronologia completa delle presenze e delle reti in nazionale ― Russia | Cronologia completa delle presenze e delle reti in nazionale ― Russia | Cronologia completa delle presenze e delle reti in nazionale ― Russia | Cronologia completa delle presenze e delle reti in nazionale ― Russia | Cronologia completa delle presenze e delle reti in nazionale ― Russia | Cronologia completa delle presenze e delle reti in nazionale ― Russia | Cronologia completa delle presenze e delle reti in nazionale ― Russia | Cronologia completa delle presenze e delle reti in nazionale ― Russia |
| Data                                                                  | Città                                                                 | In casa                                                               | Risultato                                                             | Ospiti                                                                | Competizione                                                          | Reti                                                                  | Note                                                                  |
| --------------------------------------------------------------------- | --------------------------------------------------------------------- | --------------------------------------------------------------------- | --------------------------------------------------------------------- | --------------------------------------------------------------------- | --------------------------------------------------------------------- | --------------------------------------------------------------------- | --------------------------------------------------------------------- |
| 7-10-2017                                                             | Mosca                                                                 | Russia                                                                | 4 – 2                                                                 | Corea del Sud                                                         | Amichevole                                                            | -                                                                     | 64’                                                                   |
| 10-10-2017                                                            | Kazan'                                                                | Russia                                                                | 1 – 1                                                                 | Iran                                                                  | Amichevole                                                            | -                                                                     | 66’                                                                   |
| 11-11-2017                                                            | Mosca                                                                 | Russia                                                                | 0 – 1                                                                 | Argentina                                                             | Amichevole                                                            | -                                                                     | 46’                                                                   |
| 30-5-2018                                                             | Innsbruck                                                             | Austria                                                               | 1 – 0                                                                 | Russia                                                                | Amichevole                                                            | -                                                                     | 72’                                                                   |
| 5-6-2018                                                              | Mosca                                                                 | Russia                                                                | 1 – 1                                                                 | Turchia                                                               | Amichevole                                                            | -                                                                     | 77’                                                                   |
| 14-6-2018                                                             | Mosca                                                                 | Russia                                                                | 5 – 0                                                                 | Arabia Saudita                                                        | Mondiali 2018 - 1º turno                                              | -                                                                     |                                                                       |
| 19-6-2018                                                             | San Pietroburgo                                                       | Russia                                                                | 3 – 1                                                                 | Egitto                                                                | Mondiali 2018 - 1º turno                                              | -                                                                     |                                                                       |
| 25-6-2018                                                             | Samara                                                                | Uruguay                                                               | 3 – 0                                                                 | Russia                                                                | Mondiali 2018 - 1º turno                                              | -                                                                     | 38’                                                                   |
| 1-7-2018                                                              | Mosca                                                                 | Spagna                                                                | 1 – 1 dts (3 – 4 dtr)                                                 | Russia                                                                | Mondiali 2018 - Ottavi di finale                                      | -                                                                     |                                                                       |
| 7-7-2018                                                              | Soči                                                                  | Russia                                                                | 2 – 2 dts (3 – 4 dtr)                                                 | Croazia                                                               | Mondiali 2018 - Quarti di finale                                      | 1                                                                     |                                                                       |
| 7-9-2018                                                              | Trebisonda                                                            | Turchia                                                               | 1 – 2                                                                 | Russia                                                                | UEFA Nations League 2018-2019 - 1º turno                              | -                                                                     |                                                                       |
| 10-9-2018                                                             | Rostov sul Don                                                        | Russia                                                                | 5 – 1                                                                 | Rep. Ceca                                                             | Amichevole                                                            | -                                                                     | 64’                                                                   |
| 11-10-2018                                                            | Kaliningrad                                                           | Russia                                                                | 0 – 0                                                                 | Svezia                                                                | UEFA Nations League 2018-2019 - 1º turno                              | -                                                                     |                                                                       |
| 14-10-2018                                                            | Soči                                                                  | Russia                                                                | 2 – 0                                                                 | Turchia                                                               | UEFA Nations League 2018-2019 - 1º turno                              | -                                                                     |                                                                       |
| 21-3-2019                                                             | Bruxelles                                                             | Belgio                                                                | 3 – 1                                                                 | Russia                                                                | Qual. Euro 2020                                                       | -                                                                     |                                                                       |
| 24-3-2019                                                             | Astana                                                                | Kazakistan                                                            | 0 – 4                                                                 | Russia                                                                | Qual. Euro 2020                                                       | -                                                                     |                                                                       |
| 8-6-2019                                                              | Saransk                                                               | Russia                                                                | 9 – 0                                                                 | San Marino                                                            | Qual. Euro 2020                                                       | -                                                                     |                                                                       |
| 11-6-2019                                                             | Nižnij Novgorod                                                       | Russia                                                                | 1 – 0                                                                 | Cipro                                                                 | Qual. Euro 2020                                                       | -                                                                     |                                                                       |
| 6-9-2019                                                              | Glasgow                                                               | Scozia                                                                | 1 – 2                                                                 | Russia                                                                | Qual. Euro 2020                                                       | -                                                                     |                                                                       |
| 9-9-2019                                                              | Kaliningrad                                                           | Russia                                                                | 1 – 0                                                                 | Kazakistan                                                            | Qual. Euro 2020                                                       | 1                                                                     |                                                                       |
| 10-10-2019                                                            | Mosca                                                                 | Russia                                                                | 4 – 0                                                                 | Scozia                                                                | Qual. Euro 2020                                                       | -                                                                     |                                                                       |
| 16-11-2019                                                            | San Pietroburgo                                                       | Russia                                                                | 1 – 4                                                                 | Belgio                                                                | Qual. Euro 2020                                                       | -                                                                     |                                                                       |
| 3-9-2020                                                              | Mosca                                                                 | Russia                                                                | 3 – 1                                                                 | Serbia                                                                | UEFA Nations League 2020-2021 - 1º turno                              | -                                                                     |                                                                       |
| 6-9-2020                                                              | Budapest                                                              | Ungheria                                                              | 2 – 3                                                                 | Russia                                                                | UEFA Nations League 2020-2021 - 1º turno                              | 1                                                                     |                                                                       |
| 8-10-2020                                                             | Mosca                                                                 | Russia                                                                | 1 – 2                                                                 | Svezia                                                                | Amichevole                                                            | -                                                                     | 61’                                                                   |
| 24-3-2021                                                             | Ta' Qali                                                              | Malta                                                                 | 1 – 3                                                                 | Russia                                                                | Qual. Mondiali 2022                                                   | 1                                                                     |                                                                       |
| 27-3-2021                                                             | Soči                                                                  | Russia                                                                | 2 – 1                                                                 | Slovenia                                                              | Qual. Mondiali 2022                                                   | -                                                                     |                                                                       |
| 30-3-2021                                                             | Trnava                                                                | Slovacchia                                                            | 2 – 1                                                                 | Russia                                                                | Qual. Mondiali 2022                                                   | 1                                                                     |                                                                       |
| 5-6-2021                                                              | Mosca                                                                 | Russia                                                                | 1 – 0                                                                 | Bulgaria                                                              | Amichevole                                                            | -                                                                     | 72’                                                                   |
| 12-6-2021                                                             | San Pietroburgo                                                       | Belgio                                                                | 3 – 0                                                                 | Russia                                                                | Euro 2020 - 1º turno                                                  | -                                                                     |                                                                       |
| 16-6-2021                                                             | San Pietroburgo                                                       | Finlandia                                                             | 0 – 1                                                                 | Russia                                                                | Euro 2020 - 1º turno                                                  | -                                                                     | 26’                                                                   |
| 21-6-2021                                                             | Copenaghen                                                            | Russia                                                                | 1 – 4                                                                 | Danimarca                                                             | Euro 2020 - 1º turno                                                  | -                                                                     |                                                                       |
| 1-9-2021                                                              | Mosca                                                                 | Russia                                                                | 0 – 0                                                                 | Croazia                                                               | Qual. Mondiali 2022                                                   | -                                                                     | 78’                                                                   |
| Totale                                                                |                                                                       | Presenze                                                              | 33                                                                    |                                                                       | Reti                                                                  | 5                                                                     |                                                                       |

## Palmarès

### Club

#### Competizioni nazionali
- Coppa del Brasile: 1

Grêmio: 2010
- Campionato russo: 4

CSKA Mosca: 2012-2013, 2013-2014, 2015-2016
Zenit San Pietroburgo: 2023-2024
- Coppa di Russia: 1

CSKA Mosca: 2012-2013
- Supercoppa di Russia: 5

CSKA Mosca: 2013, 2014, 2018
Zenit San Pietroburgo: 2023, 2024